# Violet Kemble-Cooper

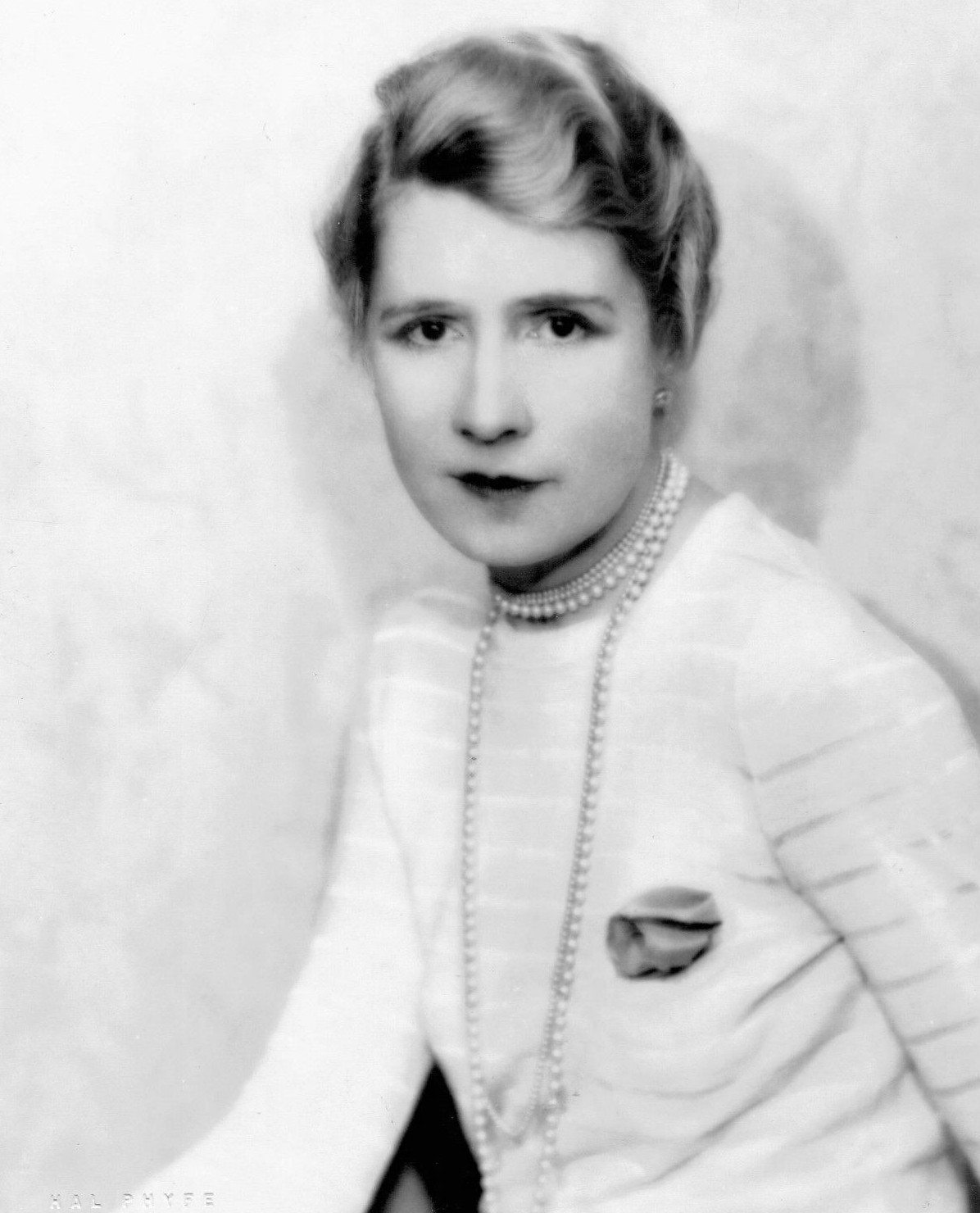
Violet Kemble-Cooper

Violet Kemble-Cooper (12. prosince 1886 Londýn – 17. srpna 1961 Hollywood) byla anglicko-americká herečka, která se objevila na jevišti i v hollywoodských filmech.

## Životopis
Narodila se 12. prosince 1886 v Londýně a pocházela ze známé divadelní rodiny. Jejím otcem byl herec Frank Kemble-Cooper a její sestry Lillian a Greta a bratr Anthony byli rovněž herci. Jejím strýcem byl divadelník H. Cooper Cliffe.
Poprvé se objevila na jevišti v roce 1905 ve své rodné Anglii v inscenaci Charley's Aunt. Do Ameriky se přestěhovala v roce 1912, kde cestovala a hrála s herci jako Blanche Bates a Laurette Taylor. V roce 1921 se objevila po boku Johna a Ethel Barrymoreových v broadwayské inscenaci Claire de Lune.
Protože své formativní roky strávila hraním v divadle, nikdy neúčinkovala v éře němého filmu. Objevila se až ve zvukových filmech, počínaje filmem Our Betters (1933) s Constance Bennett. Objevila se v několika dalších filmech, včetně role zlé staré panny slečny Murdstone ve filmové adaptaci Dickensova díla David Copperfield (1935) a také v horuru Borise Karloffa The Invisible Ray (1936). Posledním filmem Kemble-Cooperové byl snímek studia MGM Romeo a Julie (1936), kde ztvárnila Lady Capuletovou.
Zemřela 17. srpna 1961 v Hollywoodu na mrtvici ve věku 74 let.